# Tharpyna venusta
Tharpyna venusta är en spindelart som först beskrevs av Ludwig Carl Christian Koch 1874.  Tharpyna venusta ingår i släktet Tharpyna och familjen krabbspindlar.
Artens utbredningsområde är New South Wales. Inga underarter finns listade i Catalogue of Life.